# HeWeR
HeWeR je česká rocková kapela, která je původem z Plzně. Vznikla v roce 2003.

## Historie
Kapela HeWeR vznikla v roce 2003. Už o rok později natočila svou první desku Pane Doktor. Ke stejnojmenné písni byl natočen videoklip. Křest desky se odehrál v plzeňském pivovaru. Kmotrem desky se stal zpěvák Aleš Brichta. Píseň Houpavá několik týdnů vedla hitparádu rádia Šumava. Kapela vystupovala jako předskokan kapelám Harlej, Škwor a Arakain. HeWeR vystoupil na festivalu Czech Rock Block 2004 v Plasích. Kapela se objevila i v pořadu Hydepark, který vysílá Óčko TV. Tam prezentovala píseň Ženská na zádech. O rok později kapela nahrála vlastní DVD HeWeR live - Svět se zbláznil. Je to záznam koncertu v DK Inwest v Plzni, který se odehrál v roce 2005. DVD obsahuje 12 stop plus bonusový videoklip. V květnu 2006 kapela vydala druhé CD s názvem Dokonalej prototyp. Křest se odehrál v KD Šeříková a kmotrem tentokrát byl Milan Herman. Skladba Špinavá byla nasazena do hitparády rádia FM Plus, kde se několik týdnů držela na prvním místě. V roce 2007 kapela absolvovala turné v rámci festivalu Gaudeamus Igitur a natáčí další videoklip k písni Letec, který získal druhé místo v soutěži Nokia Garážmistr. Kapela také vystupuje na akci Pilsner fest. V lednu 2008 slaví kapela 5. narozeniny uspořádáním dvojkoncertu v Praze a Plzni. Vychází tektéž maxisingle, který byl natočen ve studiu Propast, jehož vlastníkem je Petr Janda. K písni My dva byl natočen videoklip, který byl nasazen na televizi Óčko. Momentálně se kapela připravuje na vydání třetí desky.

## Členové
- Luboš Galuška - zpěv (2003 - současnost)
- Roman Voch - kytara, zpěv (2003 - současnost)
- Daniel Křemenák - bicí, zpěv (2003 - současnost)
- Antonín Hrdlička - basová kytara (2007 - současnost)
- Petr Vrzal - basová kytara (2003 - 2006)
- Radek Křemenák - basová kytara (2006 - 2007)

## Diskografie

### Pane doktor (2004)
1. Pane doktor...
2. Houpavá
3. Dej mi víc
4. Ženská na zádech
5. Cesty hvězd
6. Chlapi nestárnou
7. O nás bez nás
8. Svádíš
9. Nikdy nemám dost
10. Já se loučím
11. Boty
12. Saxana

- Bonus - klip Pane Doktor

### HeWeR live - Svět se zbláznil (2005)
1. Intro
2. Ženská na zádech
3. Bláznivej svět
4. Pane doktor
5. Neříkej nic
6. Kovář
7. O nás bez nás
8. Houpavá
9. Tequila
10. Dej mi víc
11. Špinavá
12. Rád se toulám

- Bonus - klip Pane Doktor

### Dokonalej Prototyp (2006)
1. Bez tebe... s tebou
2. Dokonalej prototyp
3. Já vím
4. Bláznivej svět
5. Letec
6. Tequila
7. Rád se toulám
8. Špinavá
9. Výbornej kus
10. Neříkej nic
11. Vánoční(k)

- Bonus - píseň Cesty hvězd

### Maxisingle (2007)
1. My dva
2. Hergot